# 1749
سنة 1749 هي سنة بسيطة بدأت بوم الأربعاء حسب التقويم الغريغوري، ويوم الأحد حسب التقويم اليولياني الأبطأ باحد عشر يوما

## أحداث
- تأسيس مدينة سان اغناسيو دي فيلاسكو وتقع حاليا في بوليفيا.
- تأسيس مدينة بيريغامنيو وتقع حاليا في الأرجنتين.
- تأسيس مدينة بايساندو وتقع حاليا في الأوروغواي.
- تأسيس مدينة هاليفاكس وتقع حاليا في كندا.
- تأسيس مدينة وندسور وتقع حاليا في كندا.
- بداية حرب الأب لو لوتر في 1749 والتي انتهت في 1755.

## مواليد
- إدوارد جينر
- بيير لابلاس
- لورنزو دابونتي
- يوهان فولفغانغ فون غوته

## وفيات
- إسماعيل العجلوني